# Sigma Scorpii
Sigma Scorpii (σ Sco) – gwiazda wielokrotna w gwiazdozbiorze Skorpiona. Znajduje się około 697 lat świetlnych od Słońca.

## Nazwa
Gwiazda ma tradycyjną nazwę Alniyat lub Al Niyat, którą dzieliła z Tau Scorpii. Nazwa wywodzi się z języka arabskiego, pochodzi od słowa ‏النياط‎ al niyāţ, oznaczającego „tętnice” (w astronomii arabskiej gwiazda Antares reprezentowała serce). Międzynarodowa Unia Astronomiczna formalnie zatwierdziła użycie nazwy Alniyat dla określenia tej gwiazdy.

## Charakterystyka

Położenie w gwiazdozbiorze

Alniyat należy do asocjacji Skorpiona OB2, grupy podobnych gwiazd powstałych w zbliżonym czasie. W centrum układu znajduje się para bardzo jasnych i gorących gwiazd ciągu głównego, o temperaturze około 30 tysięcy kelwinów i jasnościach od 65 do 27 tysięcy razy większych niż jasność Słońca. Gorętszy składnik należy do późnego typu O, nieco chłodniejszy do typu B. Jest to układ spektroskopowo podwójny, obracający się wokół wspólnego środka masy co 33 dni. Towarzyszą mu dwie słabiej widoczne gwiazdy, również reprezentujące typ widmowy B. Jedna z gwiazd jest zmienną typu Beta Cephei, której jasność zmienia się o 10%. Materia międzygwiazdowa powoduje osłabienie blasku Sigma Scorpii o ponad 1m i sprawia, że wydaje się ona mieć białożółtą, a nie białoniebieską barwę. Promieniowanie tych gwiazd oświetla i jonizuje mgławicę wokół układu, widoczną na zdjęciach astronomicznych. Gwiazdy mają wiek kilku milionów lat; w przyszłości oba składniki centralnej pary eksplodują jako supernowe, podczas gdy ich dalsze towarzyszki zakończą życie jako masywne białe karły.